# Världsmästerskapet i fotboll för klubblag 2000
Världsmästerskapet i fotboll för klubblag 2000 var det första VM för klubblag som avgjordes och det spelades i São Paulo och Rio de Janeiro, Brasilien under perioden 5–14 januari 2000.
Corinthians blev mästare efter finalseger mot Vasco da Gama. Matchen stod 0–0 efter full tid och förlängning och avgjordes på straffar (4–3).

## Kvalificerade lag
Åtta klubbar från de sex olika konfederationerna. Följande klubbar var kvalificerade:
| Lag               | Nation       | Kvalifikation                              |
| ----------------- | ------------ | ------------------------------------------ |
| Al Nassr          | Saudiarabien | Asiatiska Supercupen 1998-vinnare          |
| Corinthians       | Brasilien    | Brasilianska mästare 1998-vinnare          |
| Manchester United | England      | Europas Champions League 1998/1999-vinnare |
| Necaxa            | Mexiko       | Nordamerikas Champions League 1999-vinnare |
| Raja Casablanca   | Marocko      | Afrikas Champions League 1999-vinnare      |
| Real Madrid       | Spanien      | Intercontinental Cup 1998-vinnare          |
| South Melbourne   | Australien   | Oceaniens Champions League 1999-vinnare    |
| Vasco da Gama     | Brasilien    | Copa Libertadores 1998-vinnare             |

## Format
De åtta lagen var indelade i två grupper med fyra lag i varje som möttes en gång där gruppvinnarna spelade final och grupptvåorna spelade match om tredjepris.

## Gruppspel

### Grupp A
| Nr | Lag             | S | V | O | F | GM | IM | MS | P |
| -- | --------------- | - | - | - | - | -- | -- | -- | - |
| 1  | Corinthians     | 3 | 2 | 1 | 0 | 6  | 2  | +4 | 7 |
| 2  | Real Madrid     | 3 | 2 | 1 | 0 | 8  | 5  | +3 | 7 |
| 3  | Al-Nassr        | 3 | 1 | 0 | 2 | 5  | 8  | −3 | 3 |
| 4  | Raja Casablanca | 3 | 0 | 0 | 3 | 5  | 9  | −4 | 0 |

| 1           | 5 januari 2000 | Real Madrid                                                  | 3 – 1           | Al-Nassr                       | Estádio do Morumbi                                     |                                                        |
| 18:45 UTC−2 | 18:45 UTC−2    | Nicolas Anelka 21′ Raúl González Blanco 61′ Sávio 69′ (str.) | (1 – 1) Rapport | 45+1′ (str.) Fahad Al Husseini | São Paulo Publik: 12 000 Domare: Óscar Ruiz (Colombia) | São Paulo Publik: 12 000 Domare: Óscar Ruiz (Colombia) |
| 18:45 UTC−2 | 18:45 UTC−2    |                                                              |                 |                                | São Paulo Publik: 12 000 Domare: Óscar Ruiz (Colombia) | São Paulo Publik: 12 000 Domare: Óscar Ruiz (Colombia) |
| 18:45 UTC−2 | 18:45 UTC−2    |                                                              |                 |                                | São Paulo Publik: 12 000 Domare: Óscar Ruiz (Colombia) | São Paulo Publik: 12 000 Domare: Óscar Ruiz (Colombia) |

| 2           | 5 januari 2000 | Corinthians                                         | 2 – 0           | Raja Casablanca | Estádio do Morumbi                                         |                                                            |
| 21:15 UTC−2 | 21:15 UTC−2    | Luiz Carlos Bombonato Goulart 50′ Fábio Luciano 64′ | (0 – 0) Rapport |                 | São Paulo Publik: 23 000 Domare: Stefano Braschi (Italien) | São Paulo Publik: 23 000 Domare: Stefano Braschi (Italien) |
| 21:15 UTC−2 | 21:15 UTC−2    |                                                     |                 |                 | São Paulo Publik: 23 000 Domare: Stefano Braschi (Italien) | São Paulo Publik: 23 000 Domare: Stefano Braschi (Italien) |
| 21:15 UTC−2 | 21:15 UTC−2    |                                                     |                 |                 | São Paulo Publik: 23 000 Domare: Stefano Braschi (Italien) | São Paulo Publik: 23 000 Domare: Stefano Braschi (Italien) |

| 5           | 7 januari 2000 | Real Madrid             | 2 – 2           | Corinthians      | Estádio do Morumbi                                           |                                                              |
| 18:45 UTC−2 | 18:45 UTC−2    | Nicolas Anelka 19′, 71′ | (1 – 1) Rapport | 28′, 64′ Edílson | São Paulo Publik: 55 000 Domare: William Mattus (Costa Rica) | São Paulo Publik: 55 000 Domare: William Mattus (Costa Rica) |
| 18:45 UTC−2 | 18:45 UTC−2    |                         |                 |                  | São Paulo Publik: 55 000 Domare: William Mattus (Costa Rica) | São Paulo Publik: 55 000 Domare: William Mattus (Costa Rica) |
| 18:45 UTC−2 | 18:45 UTC−2    |                         |                 |                  | São Paulo Publik: 55 000 Domare: William Mattus (Costa Rica) | São Paulo Publik: 55 000 Domare: William Mattus (Costa Rica) |

| 6           | 7 januari 2000 | Raja Casablanca                                                           | 3 – 4           | Al-Nassr                                                           | Estádio do Morumbi                                       |                                                          |
| 21:15 UTC−2 | 21:15 UTC−2    | Madhi Al Dosari 24′ (sjm.) Bouchaib El Moubarki 66′ Talal El Karkouri 73′ | (1 – 1) Rapport | 4′ Fuad Amin 63′ Ahmed Bahja 64′ Fahad Al-Husseini 85′ Moussa Saïb | São Paulo Publik: 3 000 Domare: Derek Rugg (Nya Zeeland) | São Paulo Publik: 3 000 Domare: Derek Rugg (Nya Zeeland) |
| 21:15 UTC−2 | 21:15 UTC−2    |                                                                           |                 |                                                                    | São Paulo Publik: 3 000 Domare: Derek Rugg (Nya Zeeland) | São Paulo Publik: 3 000 Domare: Derek Rugg (Nya Zeeland) |
| 21:15 UTC−2 | 21:15 UTC−2    |                                                                           |                 |                                                                    | São Paulo Publik: 3 000 Domare: Derek Rugg (Nya Zeeland) | São Paulo Publik: 3 000 Domare: Derek Rugg (Nya Zeeland) |

| 9           | 10 januari 2000 | Real Madrid                                                  | 3 – 2           | Raja Casablanca                             | Estádio do Morumbi                                            |                                                               |
| 18:45 UTC−2 | 18:45 UTC−2     | Fernando Hierro 49′ Fernando Morientes 53′ Geremi Njitap 88′ | (0 – 1) Rapport | 28′ Youssef Achami 59′ Mustapha Moustaoudia | São Paulo Publik: 18 000 Domare: Horacio Elizondo (Argentina) | São Paulo Publik: 18 000 Domare: Horacio Elizondo (Argentina) |
| 18:45 UTC−2 | 18:45 UTC−2     |                                                              |                 |                                             | São Paulo Publik: 18 000 Domare: Horacio Elizondo (Argentina) | São Paulo Publik: 18 000 Domare: Horacio Elizondo (Argentina) |
| 18:45 UTC−2 | 18:45 UTC−2     |                                                              |                 |                                             | São Paulo Publik: 18 000 Domare: Horacio Elizondo (Argentina) | São Paulo Publik: 18 000 Domare: Horacio Elizondo (Argentina) |

| 10          | 10 januari 2000 | Al-Nassr | 0 – 2           | Corinthians                      | Estádio do Morumbi                                        |                                                           |
| 21:15 UTC−2 | 21:15 UTC−2     |          | (0 – 1) Rapport | 24′ Ricardinho 81′ Freddy Rincón | São Paulo Publik: 31 000 Domare: Dick Jol (Nederländerna) | São Paulo Publik: 31 000 Domare: Dick Jol (Nederländerna) |
| 21:15 UTC−2 | 21:15 UTC−2     |          |                 |                                  | São Paulo Publik: 31 000 Domare: Dick Jol (Nederländerna) | São Paulo Publik: 31 000 Domare: Dick Jol (Nederländerna) |
| 21:15 UTC−2 | 21:15 UTC−2     |          |                 |                                  | São Paulo Publik: 31 000 Domare: Dick Jol (Nederländerna) | São Paulo Publik: 31 000 Domare: Dick Jol (Nederländerna) |

### Grupp B
| Nr | Lag               | S | V | O | F | GM | IM | MS | P |
| -- | ----------------- | - | - | - | - | -- | -- | -- | - |
| 1  | Vasco da Gama     | 3 | 3 | 0 | 0 | 7  | 2  | +5 | 9 |
| 2  | Necaxa            | 3 | 1 | 1 | 1 | 5  | 4  | +1 | 4 |
| 3  | Manchester United | 3 | 1 | 1 | 1 | 4  | 4  | 0  | 4 |
| 4  | South Melbourne   | 3 | 0 | 0 | 3 | 1  | 7  | −6 | 0 |

| 3           | 6 januari 2000 | Manchester United | 1 – 1           | Necaxa                  | Estádio do Maracanã                                                |                                                                    |
| 18:15 UTC−2 | 18:15 UTC−2    | Dwight Yorke 88′  | (0 – 1) Rapport | 14′ Cristian Montecinos | Rio de Janeiro Publik: 50 000 Domare: Horacio Elizondo (Argentina) | Rio de Janeiro Publik: 50 000 Domare: Horacio Elizondo (Argentina) |
| 18:15 UTC−2 | 18:15 UTC−2    |                   |                 |                         | Rio de Janeiro Publik: 50 000 Domare: Horacio Elizondo (Argentina) | Rio de Janeiro Publik: 50 000 Domare: Horacio Elizondo (Argentina) |
| 18:15 UTC−2 | 18:15 UTC−2    |                   |                 |                         | Rio de Janeiro Publik: 50 000 Domare: Horacio Elizondo (Argentina) | Rio de Janeiro Publik: 50 000 Domare: Horacio Elizondo (Argentina) |

| 4           | 6 januari 2000 | Vasco da Gama                         | 2 – 0           | South Melbourne | Estádio do Maracanã                                            |                                                                |
| 20:45 UTC−2 | 20:45 UTC−2    | Felipe Jorge Loureiro 53′ Edmundo 86′ | (0 – 0) Rapport |                 | Rio de Janeiro Publik: 66 000 Domare: Dick Jol (Nederländerna) | Rio de Janeiro Publik: 66 000 Domare: Dick Jol (Nederländerna) |
| 20:45 UTC−2 | 20:45 UTC−2    |                                       |                 |                 | Rio de Janeiro Publik: 66 000 Domare: Dick Jol (Nederländerna) | Rio de Janeiro Publik: 66 000 Domare: Dick Jol (Nederländerna) |
| 20:45 UTC−2 | 20:45 UTC−2    |                                       |                 |                 | Rio de Janeiro Publik: 66 000 Domare: Dick Jol (Nederländerna) | Rio de Janeiro Publik: 66 000 Domare: Dick Jol (Nederländerna) |

| 7           | 8 januari 2000 | Manchester United | 1 – 3           | Vasco da Gama                | Estádio do Maracanã                                      |                                                          |
| 18:15 UTC−2 | 18:15 UTC−2    | Nicky Butt 81′    | (0 – 3) Rapport | 24′, 26′ Romário 43′ Edmundo | Rio de Janeiro Publik: 73 000 Domare: Saad Mane (Kuwait) | Rio de Janeiro Publik: 73 000 Domare: Saad Mane (Kuwait) |
| 18:15 UTC−2 | 18:15 UTC−2    |                   |                 |                              | Rio de Janeiro Publik: 73 000 Domare: Saad Mane (Kuwait) | Rio de Janeiro Publik: 73 000 Domare: Saad Mane (Kuwait) |
| 18:15 UTC−2 | 18:15 UTC−2    |                   |                 |                              | Rio de Janeiro Publik: 73 000 Domare: Saad Mane (Kuwait) | Rio de Janeiro Publik: 73 000 Domare: Saad Mane (Kuwait) |

| 8           | 8 januari 2000 | South Melbourne    | 1 – 3           | Necaxa                                                                         | Estádio do Maracanã                                        |                                                            |
| 20:45 UTC−2 | 20:45 UTC−2    | Anastasiadis 45+2′ | (1 – 2) Rapport | 19′ (str.) Cristian Montecinos 29′ Agustín Delgado 79′ (str.) Salvador Cabrera | Rio de Janeiro Publik: 5 000 Domare: Falla Ndoye (Senegal) | Rio de Janeiro Publik: 5 000 Domare: Falla Ndoye (Senegal) |
| 20:45 UTC−2 | 20:45 UTC−2    |                    |                 |                                                                                | Rio de Janeiro Publik: 5 000 Domare: Falla Ndoye (Senegal) | Rio de Janeiro Publik: 5 000 Domare: Falla Ndoye (Senegal) |
| 20:45 UTC−2 | 20:45 UTC−2    |                    |                 |                                                                                | Rio de Janeiro Publik: 5 000 Domare: Falla Ndoye (Senegal) | Rio de Janeiro Publik: 5 000 Domare: Falla Ndoye (Senegal) |

| 11          | 11 januari 2000 | Manchester United       | 2 – 0           | South Melbourne | Estádio do Maracanã                                             |                                                                 |
| 18:15 UTC−2 | 18:15 UTC−2     | Quinton Fortune 8′, 20′ | (2 – 0) Rapport |                 | Rio de Janeiro Publik: 25 000 Domare: Stefano Braschi (Italien) | Rio de Janeiro Publik: 25 000 Domare: Stefano Braschi (Italien) |
| 18:15 UTC−2 | 18:15 UTC−2     |                         |                 |                 | Rio de Janeiro Publik: 25 000 Domare: Stefano Braschi (Italien) | Rio de Janeiro Publik: 25 000 Domare: Stefano Braschi (Italien) |
| 18:15 UTC−2 | 18:15 UTC−2     |                         |                 |                 | Rio de Janeiro Publik: 25 000 Domare: Stefano Braschi (Italien) | Rio de Janeiro Publik: 25 000 Domare: Stefano Braschi (Italien) |

| 12          | 11 januari 2000 | Necaxa      | 1 – 2           | Vasco da Gama         | Estádio do Maracanã                                         |                                                             |
| 20:45 UTC−2 | 20:45 UTC−2     | Aguinaga 5′ | (1 – 1) Rapport | 14′ Odvan 69′ Romário | Rio de Janeiro Publik: 45 000 Domare: Óscar Ruiz (Colombia) | Rio de Janeiro Publik: 45 000 Domare: Óscar Ruiz (Colombia) |
| 20:45 UTC−2 | 20:45 UTC−2     |             |                 |                       | Rio de Janeiro Publik: 45 000 Domare: Óscar Ruiz (Colombia) | Rio de Janeiro Publik: 45 000 Domare: Óscar Ruiz (Colombia) |
| 20:45 UTC−2 | 20:45 UTC−2     |             |                 |                       | Rio de Janeiro Publik: 45 000 Domare: Óscar Ruiz (Colombia) | Rio de Janeiro Publik: 45 000 Domare: Óscar Ruiz (Colombia) |

## Slutspel

### Match om tredjepris
| 13          | 14 januari 2000 | Real Madrid                                                                 | 0000 1 – 1 (e.fl.)         | Necaxa                                                                           | Estádio do Maracanã                                         |                                                             |
| 17:00 UTC−2 | 17:00 UTC−2     | Raúl González Blanco 15′                                                    | (1 – 0) Rapport            | 58′ Agustín Delgado                                                              | Rio de Janeiro Publik: 35 000 Domare: Óscar Ruiz (Colombia) | Rio de Janeiro Publik: 35 000 Domare: Óscar Ruiz (Colombia) |
| 17:00 UTC−2 | 17:00 UTC−2     |                                                                             |                            |                                                                                  | Rio de Janeiro Publik: 35 000 Domare: Óscar Ruiz (Colombia) | Rio de Janeiro Publik: 35 000 Domare: Óscar Ruiz (Colombia) |
| 17:00 UTC−2 | 17:00 UTC−2     | Samuel Eto'o Ivan Helguera Steve McManaman Fernando Morientes Javier Dorado | Straffsparksläggning 3 – 4 | Sergio Vázquez Salvador Cabrera Luis Ernesto Perez Alex Aguinaga Agustin Delgado | Rio de Janeiro Publik: 35 000 Domare: Óscar Ruiz (Colombia) | Rio de Janeiro Publik: 35 000 Domare: Óscar Ruiz (Colombia) |

### Final
Finalen avgjordes mellan de två brasilianska lagen Vasco da Gama från Rio de Janeiro och Corinthians från São Paulo. Matchen slutade oavgjort efter förlängning och fick avgöras med straffsparksläggning. Gilberto och Edmundo missade två straffar för Vasco da Gama, vilket gjorde Corinthians till mästare då enbart Marcelinho missade en straff för laget.
| 14          | 14 januari 2000 | Corinthians                                                                                             | 0000 0 – 0 (e.fl.)         | Vasco da Gama                                                          | Estádio do Maracanã                                            |                                                                |
| 20:00 UTC−2 | 20:00 UTC−2     | | (0 – 0) Rapport            |                                                                        | Rio de Janeiro Publik: 73 000 Domare: Dick Jol (Nederländerna) | Rio de Janeiro Publik: 73 000 Domare: Dick Jol (Nederländerna) |
| 20:00 UTC−2 | 20:00 UTC−2     | |                            |                                                                        | Rio de Janeiro Publik: 73 000 Domare: Dick Jol (Nederländerna) | Rio de Janeiro Publik: 73 000 Domare: Dick Jol (Nederländerna) |
| 20:00 UTC−2 | 20:00 UTC−2     | Freddy Rincón Fernando Baiano Luiz Carlos Bombonato Goulart Eduardo César Gaspar Marcelo Pereira Surcin | Straffsparksläggning 4 – 3 | Romário Alex Oliveira Gilberto da Silva Melo Paulo Sérgio Rosa Edmundo | Rio de Janeiro Publik: 73 000 Domare: Dick Jol (Nederländerna) | Rio de Janeiro Publik: 73 000 Domare: Dick Jol (Nederländerna) |

## Slutställning
Matcher som avgjorts under förlängning räknas som vinst respektive förlust, matcher som avgjorts med straffsparksläggning räknas som oavgjort.
| Nr | Lag                      | S | V | O | F | GM | IM | MS | P  |
| -- | ------------------------ | - | - | - | - | -- | -- | -- | -- |
| 1  | Corinthians (Conmebol)   | 4 | 2 | 2 | 0 | 6  | 2  | +4 | 8  |
| 2  | Vasco da Gama (Conmebol) | 4 | 3 | 1 | 0 | 7  | 2  | +5 | 10 |
| 3  | Necaxa (Concacaf)        | 4 | 1 | 2 | 1 | 6  | 5  | +1 | 5  |
| 4  | Real Madrid (Uefa)       | 4 | 2 | 2 | 0 | 9  | 6  | +3 | 8  |
| 5  | Manchester United (Uefa) | 3 | 1 | 1 | 1 | 4  | 4  | 0  | 4  |
| 6  | Al-Nassr (AFC)           | 3 | 1 | 0 | 2 | 5  | 8  | −3 | 3  |
| 7  | Raja Casablanca (CAF)    | 3 | 0 | 0 | 3 | 5  | 9  | −4 | 0  |
| 8  | South Melbourne (OFC)    | 3 | 0 | 0 | 3 | 1  | 7  | −6 | 0  |

## Målskyttar
3 mål
2 spelare
- Nicolas Anelka (Real Madrid)
- Romário (Vasco da Gama)

2 mål
7 spelare
- Fahad Al-Husseini (Al-Nassr)
- Agustin Delgado (Necaxa)
- Edilson (Corinthians)
- Edmundo (Vasco da Gama)
- Quinton Fortune (Manchester United)
- Cristian Montecinos (Necaxa)
- Raúl (Real Madrid)

1 mål
22 spelare
- Youssef Achami (Raja Casablanca)
- Alex Aguinaga (Necaxa)
- Fuad Amin (Al-Nassr)
- John Anastasiadis (South Melbourne)
- Ahmed Bahja (Al-Nassr)
- Nicky Butt (Manchester United)
- Salvador Cabrera (Necaxa)
- Talal El Karkouri (Raja Casablanca)
- Bouchaib El Moubarki (Raja Casablanca)
- Felipe (Vasco da Gama)
- Geremi (Real Madrid)
- Fernando Hierro (Real Madrid)
- Fábio Luciano (Corinthians)
- Luizão (Corinthians)
- Fernando Morientes (Real Madrid)
- Mustapha Moustaoudia (Raja Casablanca)
- Omar Nejjary (Raja Casablanca)
- Odvan (Vasco da Gama)
- Freddy Rincón (Corinthians)
- Moussa Saïb (Al-Nassr)
- Sávio (Real Madrid)
- Dwight Yorke (Manchester United)